# 21.ª etapa do Giro d'Italia de 2019
A 21.ª etapa do Giro d'Italia de 2019 foi realizada em 2 de junho de 2019 como um contrarrelógio individual em Verona sobre um percurso de 15,6 km.

## Classificação da etapa
| \| Classificação por etapas \| Classificação por etapas \| Classificação por etapas \| Classificação por etapas \| Classificação por etapas \| \| Ciclista \| Ciclista \| Equipe \| Tempo \| \| \| ------------------------ \| ------------------------ \| --------------------------- \| ------------------------ \| ------------------------ \| \| 1. \| Chad Haga \| Team Sunweb \| 22m07s \| \| \| 2. \| Victor Campenaerts \| Lotto-Soudal \| + 4s \| \| \| 3. \| Thomas De Gendt \| Lotto-Soudal \| + 6s \| \| \| 4. \| Damiano Caruso \| Bahrain-Merida \| + 9s \| \| \| 5. \| Tobias Ludvigsson \| Groupama-FDJ \| + 11s \| \| \| 6. \| Josef Černý \| CCC Team \| + 11s \| \| \| 7. \| Pello Bilbao \| Astana \| + 17s \| \| \| 8. \| Mattia Cattaneo \| Androni Giocattoli-Sidermec \| + 20s \| \| \| 9. \| Vincenzo Nibali \| Bahrain-Merida \| + 23s \| \| \| 10. \| Primož Roglič \| Team Jumbo-Visma \| + 26s \| \| |                    |                             |        |
| |                    |                             |        |
| Fonte: ProCyclingStats |                    |                             |        |
| Classificação por etapas |                    |                             |        |
| Ciclista | Ciclista           | Equipe                      | Tempo  |
| 1. | Chad Haga          | Team Sunweb                 | 22m07s |
| 2. | Victor Campenaerts | Lotto-Soudal                | + 4s   |
| 3. | Thomas De Gendt    | Lotto-Soudal                | + 6s   |
| 4. | Damiano Caruso     | Bahrain-Merida              | + 9s   |
| 5. | Tobias Ludvigsson  | Groupama-FDJ                | + 11s  |
| 6. | Josef Černý        | CCC Team                    | + 11s  |
| 7. | Pello Bilbao       | Astana                      | + 17s  |
| 8. | Mattia Cattaneo    | Androni Giocattoli-Sidermec | + 20s  |
| 9. | Vincenzo Nibali    | Bahrain-Merida              | + 23s  |
| 10. | Primož Roglič      | Team Jumbo-Visma            | + 26s  |

## Classificações ao final da etapa

### Classificação geral(Maglia Rosa)
| \| Classificação geral \| Classificação geral \| Classificação geral \| Classificação geral \| Classificação geral \| \| Ciclista \| Ciclista \| Equipe \| Tempo \| \| \| ------------------- \| ------------------- \| ------------------- \| ------------------- \| ------------------- \| \| 1. \| Richard Carapaz \| Movistar Team \| 90h01m47s \| \| \| 2. \| Vincenzo Nibali \| Bahrain-Merida \| + 1m05s \| \| \| 3. \| Primož Roglič \| Team Jumbo-Visma \| + 2m30s \| \| \| 4. \| Mikel Landa \| Movistar Team \| + 2m38s \| \| \| 5. \| Bauke Mollema \| Trek-Segafredo \| + 5m43s \| \| \| 6. \| Rafał Majka \| Bora-Hansgrohe \| + 6m56s \| \| \| 7. \| Miguel Ángel López \| Astana \| + 7m26s \| \| \| 8. \| Simon Yates \| Mitchelton-Scott \| + 7m49s \| \| \| 9. \| Pavel Sivakov \| Team Ineos \| + 8m56s \| \| \| 10. \| Ilnur Zakarin \| Katusha-Alpecin \| + 12m14s \| \| |                    |                  |           |
| |                    |                  |           |
| Fonte: ProCyclingStats |                    |                  |           |
| Classificação geral |                    |                  |           |
| Ciclista | Ciclista           | Equipe           | Tempo     |
| 1. | Richard Carapaz    | Movistar Team    | 90h01m47s |
| 2. | Vincenzo Nibali    | Bahrain-Merida   | + 1m05s   |
| 3. | Primož Roglič      | Team Jumbo-Visma | + 2m30s   |
| 4. | Mikel Landa        | Movistar Team    | + 2m38s   |
| 5. | Bauke Mollema      | Trek-Segafredo   | + 5m43s   |
| 6. | Rafał Majka        | Bora-Hansgrohe   | + 6m56s   |
| 7. | Miguel Ángel López | Astana           | + 7m26s   |
| 8. | Simon Yates        | Mitchelton-Scott | + 7m49s   |
| 9. | Pavel Sivakov      | Team Ineos       | + 8m56s   |
| 10. | Ilnur Zakarin      | Katusha-Alpecin  | + 12m14s  |

### Classificação por pontos(Maglia Ciclamino)
| Classificação por pontos | Classificação por pontos | Classificação por pontos    | Classificação por pontos | Classificação por pontos |
| Ciclista                 | Ciclista                 | Equipe                      | Pontos                   |                          |
| ------------------------ | ------------------------ | --------------------------- | ------------------------ | ------------------------ |
| 1.                       | Pascal Ackermann         | Bora-Hansgrohe              | 226 pts                  |                          |
| 2.                       | Arnaud Démare            | Groupama-FDJ                | 213 pts                  |                          |
| 3.                       | Damiano Cima             | Nippo-Vini Fantini-Faizanè  | 104 pts                  |                          |
| 4.                       | Fausto Masnada           | Androni Giocattoli-Sidermec | 93 pts                   |                          |
| 5.                       | Richard Carapaz          | Movistar Team               | 90 pts                   |                          |
| 6.                       | Davide Cimolai           | Israel Cycling Academy      | 60 pts                   |                          |
| 7.                       | Mirco Maestri            | Bardiani CSF                | 54 pts                   |                          |
| 8.                       | Vincenzo Nibali          | Bahrain-Merida              | 51 pts                   |                          |
| 9.                       | Primož Roglič            | Team Jumbo-Visma            | 50 pts                   |                          |
| 10.                      | Pello Bilbao             | Astana                      | 48 pts                   |                          |

### Classificação da montanha(Maglia Azzurra)
| Classificação da montanha | Classificação da montanha | Classificação da montanha   | Classificação da montanha | Classificação da montanha |
| Ciclista                  | Ciclista                  | Equipe                      | Pontos                    |                           |
| ------------------------- | ------------------------- | --------------------------- | ------------------------- | ------------------------- |
| 1.                        | Giulio Ciccone            | Trek-Segafredo              | 267 pts                   |                           |
| 2.                        | Fausto Masnada            | Androni Giocattoli-Sidermec | 115 pts                   |                           |
| 3.                        | Damiano Caruso            | Bahrain-Merida              | 86 pts                    |                           |
| 4.                        | Richard Carapaz           | Movistar Team               | 75 pts                    |                           |
| 5.                        | Mikel Nieve               | Mitchelton-Scott            | 68 pts                    |                           |
| 6.                        | Ilnur Zakarin             | Katusha-Alpecin             | 54 pts                    |                           |
| 7.                        | Mattia Cattaneo           | Androni Giocattoli-Sidermec | 53 pts                    |                           |
| 8.                        | Pello Bilbao              | Astana                      | 46 pts                    |                           |
| 9.                        | Mikel Landa               | Movistar Team               | 42 pts                    |                           |
| 10.                       | Gianluca Brambilla        | Trek-Segafredo              | 40 pts                    |                           |

### Classificação dos jovens(Maglia Bianca)
| Classificação dos jovens | Classificação dos jovens | Classificação dos jovens | Classificação dos jovens | Classificação dos jovens |
| Ciclista                 | Ciclista                 | Equipe                   | Tempo                    |                          |
| ------------------------ | ------------------------ | ------------------------ | ------------------------ | ------------------------ |
| 1.                       | Miguel Ángel López       | Astana                   | 90h09m13s                |                          |
| 2.                       | Pavel Sivakov            | Team Ineos               | + 1m30s                  |                          |
| 3.                       | Hugh Carthy              | EF Education First       | + 9m10s                  |                          |
| 4.                       | Valentin Madouas         | Groupama-FDJ             | + 14m33s                 |                          |
| 5.                       | Giulio Ciccone           | Trek-Segafredo           | + 19m53s                 |                          |
| 6.                       | Edward Dunbar            | Team Ineos               | + 35m00s                 |                          |
| 7.                       | Lucas Hamilton           | Mitchelton-Scott         | + 57m05s                 |                          |
| 8.                       | Ben O'Connor             | Dimension Data           | + 1m10s                  |                          |
| 9.                       | Chris Hamilton           | Team Sunweb              | + 1h16m36s               |                          |
| 10.                      | Jai Hindley              | Team Sunweb              | + 1h20m43s               |                          |

### Classificação por equipas"Super Team"
| Classificação por equipes | Classificação por equipes   | Classificação por equipes | Classificação por equipes |
| Equipe                    | Equipe                      | Tempo                     |                           |
| ------------------------- | --------------------------- | ------------------------- | ------------------------- |
| 1.                        | Movistar Team               | 270h44m14s                |                           |
| 2.                        | Astana                      | + 17m36s                  |                           |
| 3.                        | Bahrain-Merida              | + 18m31s                  |                           |
| 4.                        | EF Education First          | + 25m35s                  |                           |
| 5.                        | Mitchelton-Scott            | + 30m56s                  |                           |
| 6.                        | Ineos                       | + 37m36s                  |                           |
| 7.                        | Trek-Segafredo              | + 1h11m03s                |                           |
| 8.                        | Bora-hansgrohe              | + 1h37m39s                |                           |
| 9.                        | Androni Giocattoli-Sidermec | + 1h37m39s                |                           |
| 10.                       | Team Jumbo-Visma            | + 2h07m26s                |                           |